# Аль-Мухаррак (футбольный клуб)
«аль-Мухаррак» (перс. المحرق‎) — бахрейнский футбольный клуб из города Мухаррак, основанный в 1928 году. Один из старейших футбольных клубов стран Персидского залива. Команда играет в чемпионате Бахрейна по футболу, побеждала в нём 34 раза (2018).

## Достижения
- Чемпионат Бахрейна по футболу (35):

195657, 1958, 1960, 1961, 1962, 1963, 1964, 1965, 1966, 1967, 1970, 1971, 1973, 1974, 1976, 1980, 1983, 1984, 1986, 1988, 1991, 1992, 1995, 1999, 2001, 2002, 2004, 2006, 2007, 2008, 2009, 2011, 2015, 2018, 2025
- Кубок короля Бахрейна (32):

1952, 1953, 1954, 1958, 1959, 1961, 1962, 1963, 1964, 1966, 1967, 1972, 1974, 1975, 1978, 1979, 1983, 1984, 1989, 1990, 1993, 1995, 1996, 1997, 2002, 2005, 2008, 2009, 2011, 2012, 2013, 2016
- Bahraini FA Cup (3):

2005, 2009, 2012
- Bahraini Crown Prince Cup (5):

2001, 2006, 2007, 2008, 2009
- Суперкубок Бахрейна (2):

2006, 2013
- Кубок АФК (1):

2008, 2021
- Клубный кубок чемпионов Персидского залива по футболу (1):

2012